# Collezionista di ossa della Magliana
Il caso del Collezionista di ossa della Magliana riguarda il ritrovamento, nel 2007, di resti umani nella zona della Magliana a Roma. Le indagini hanno rivelato che i resti appartenevano a più persone, dando origine a un mistero ancora irrisolto. Il nome fa riferimento all'omonimo film.

## Ritrovamento
Il 27 luglio 2007, intorno alle 15:30, i Vigili del Fuoco intervennero in zona di via della Pescaglia, nel quartiere Magliana di Roma, per spegnere un incendio in un canneto vicino alla pista ciclabile sul lungotevere non lontana dall'ansa del Tevere. Durante le operazioni, venne rinvenuto uno scheletro parzialmente carbonizzato. I resti includevano un cranio con segni di bruciatura, alcune vertebre cervicali, toraciche e lombari, un femore destro quasi integro, frammenti di tibia e perone, parti di un omero sinistro, diverse falangi e metacarpi, oltre a frammenti di costole e una scapola parzialmente danneggiata. Accanto ai resti furono trovati un marsupio contenente la carta d'identità e le chiavi di Libero Ricci, un pensionato residente in un condominio vicina via Rava e scomparso il 31 ottobre 2003 all'età di 77 anni. Una parte dello scheletro risultò compatibile con una parentela con Ricci, sebbene altri resti appartenessero a individui diversi.

## Indagini e scoperte
Inizialmente si pensò che i resti appartenessero a Libero Ricci, ma le analisi forensi smentirono questa ipotesi. Le ossa risultarono appartenere a cinque individui differenti, tre donne e due uomini, morti in un arco di tempo che andava dal 1989 al 2006. Questa scoperta suscitò molte ipotesi investigative, tra cui quella di un possibile serial killer o di un individuo con accesso a resti umani. Le ossa che componevano lo scheletro erano:
- M1, uomo di 40-50 anni e deceduto tra il febbraio 2002 e l'ottobre 2006.
- M2, uomo di 25-40 anni deceduto tra il febbraio 1986 e l'ottobre 1989.
- F1, donna di 45-55 anni, deceduta tra il novembre 2002 e il novembre 2006 imparentata per parte di madre con Libero Ricci.
- F2, donna di 20-35 anni, deceduta tra novembre 1992 e il febbraio 1998.
- F3, donna di 35-45 anni, deceduta tra l'aprile 1995 e il dicembre 2000.

Le autorità hanno considerato diverse ipotesi per spiegare la presenza dei resti umani fra cui quella di un serial killer o che i resti potessero provenire da un cimitero, anche se tale ipotesi è stata esclusa poiché sulle ossa non son state rilevate tracce di zinco o altri metalli utilizzati per la fabbricazione delle bare. Un altro possibile movente, seppur meno accreditato è che le ossa ritrovate fossero legate a sette o rituali esoterici.
L'inchiesta è stata archiviata nel 2011. Nel 2023, l'antropologa forense Chantal Milani ha eseguito una ricostruzione 3D del volto della vittima F1, utilizzando il teschio ritrovato. Questo ha riacceso l'interesse sul caso, con la speranza che qualcuno potesse riconoscere la donna e fornire elementi utili all’identificazione. Nel 2024 è stata avanzata l'ipotesi che F3 fosse riconducibile a Magdalena Chindris, che era stata coinvolta nell'indagine sulla scomparsa di Emanuela Orlandi

## Nei media
Il caso è stato trattato nella puntata del 20 maggio 2023 della trasmissione Detectives - Casi risolti ed irrisolti e in un episodio del programma Chi l'ha visto?. 